# Siparuna glycycarpa
Siparuna glycycarpa är en tvåhjärtbladig växtart som först beskrevs av Adolpho Ducke, och fick sitt nu gällande namn av S.S.Renner & Hausner. Siparuna glycycarpa ingår i släktet Siparuna och familjen Siparunaceae. Inga underarter finns listade i Catalogue of Life.